# Rimac Automobili
Rimac Automobili est un constructeur automobile croate fondé en 2009 et spécialisé dans les voitures électriques. La société porte le nom de son fondateur, Mate Rimac. Elle est installée à Sveta Nedelja, près de Zagreb.

## Histoire

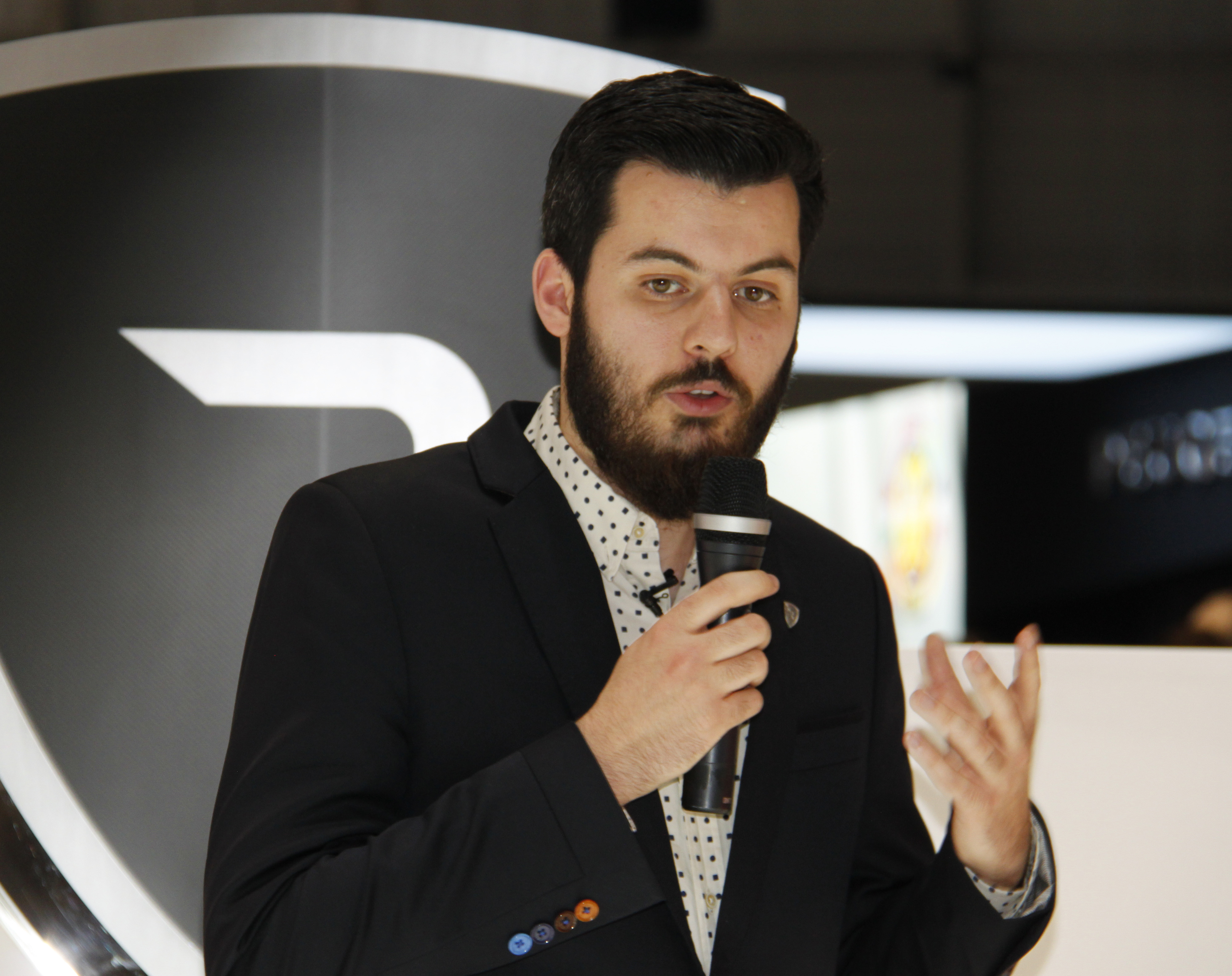
Mate Rimac au salon de Genève 2017.

L'histoire débute en 2007 dans le garage de son fondateur, Mate Rimac, étudiant croate originaire de Livno (Bosnie-Herzégovine,). À l'âge de 19 ans, durant son temps libre, il convertit dans son garage sa BMW Série 3 type E30 pour intégrer un groupe propulseur électrique. 
En juillet 2018, le constructeur allemand Porsche annonce entrer au capital du constructeur croate avec une participation minoritaire de 10 %. Il augmente cette participation à 15 % en septembre 2019.
En mai 2019, Hyundai Motor et Kia Motors annoncent un investissement de 80 millions d'euros dans Rimac Automobili. Ce partenariat prévoit de développer une version électrique de la sportive à moteur central de la gamme Hyundai N et un véhicule à hydrogène haute performance.
Début mars 2021, Porsche augmente sa participation dans le capital, passant de 15 à 24 % en injectant 70 millions d'euros dans la firme croate.
En juillet 2021, Bugatti est cédé à Rimac Automobili. Par la même occasion, le constructeur Volkswagen augmente sa participation à 45 % via sa filiale Porsche. Le premier modèle issu de ce rachat, la Bugatti Tourbillon, est présenté le 20 juin 2024.

## L'entreprise
L'entreprise est fondée en 2009 et une usine est installée à Sveta Nedelja, près de Zagreb. Les performances du premier prototype ont attiré l'attention de la presse et des investisseurs dès 2014.

## Modèles
- Concept One, un véhicule électrique développant 1 088 ch présenté en 2011 au salon de Francfort[10]. La production est limitée à huit exemplaires[11].
- Concept S, présenté en 2016 au salon de Genève[12]. Version de la Concept One plus légère et plus puissante (1 365 ch), elle sera produite en deux exemplaires[13].
- C_Two Concept, présenté en 2018 au salon de Genève, elle est propulsée par des moteurs électriques développant 1 914 chevaux pour une autonomie annoncée de 650 kilomètres[14].
- Nevera, est une voiture de sport électrique présenté au salon international de l'automobile de Genève 2020. La production de ce modèle est limitée à 150 exemplaires.
- Nevera R, présentée au Pebble Beach Concours d'Elegance en 2024. Version plus puissante de la Nevera (2107 ch), elle sera limitée à 40 exemplaires

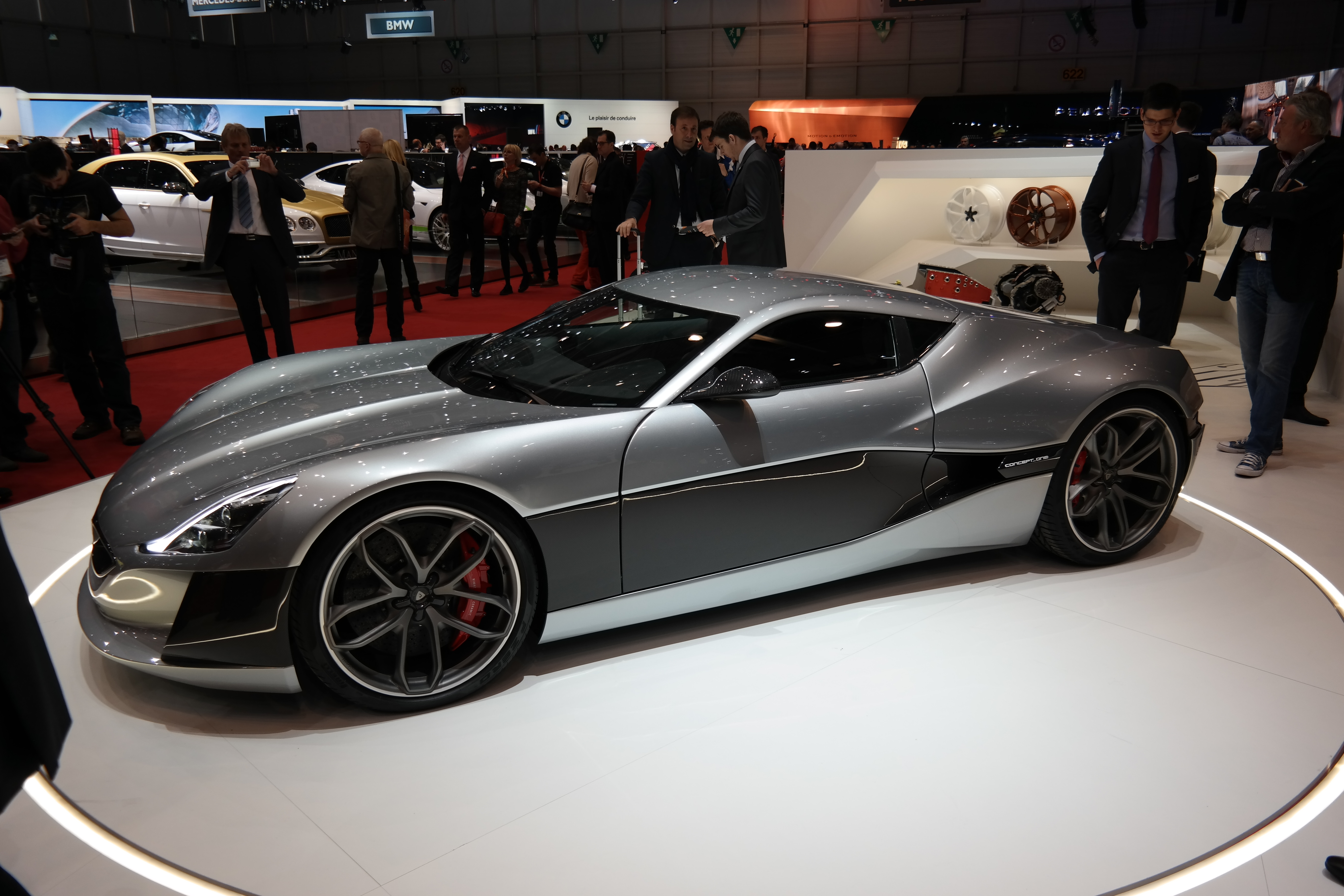
Concept One.
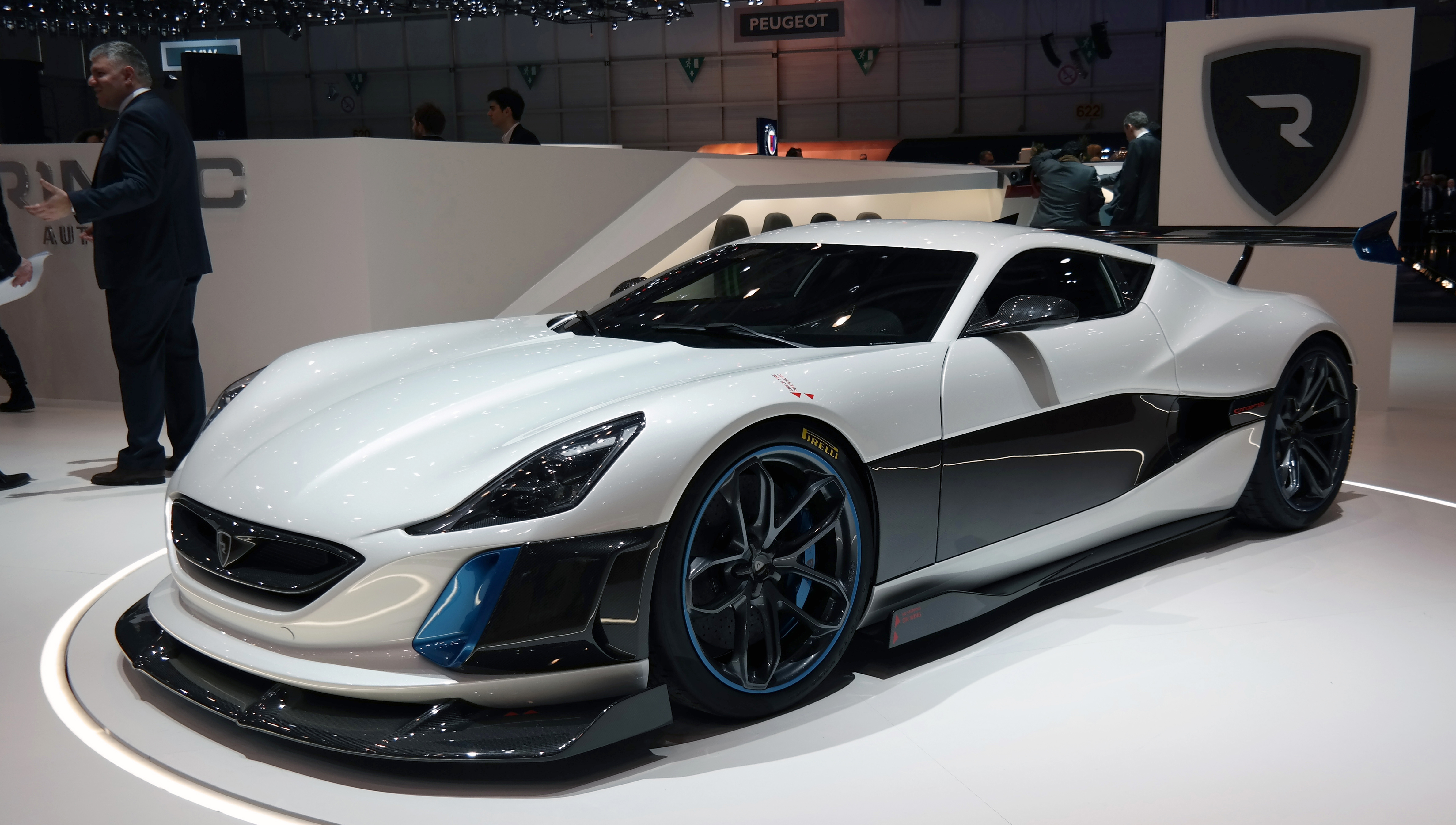
Concept S.
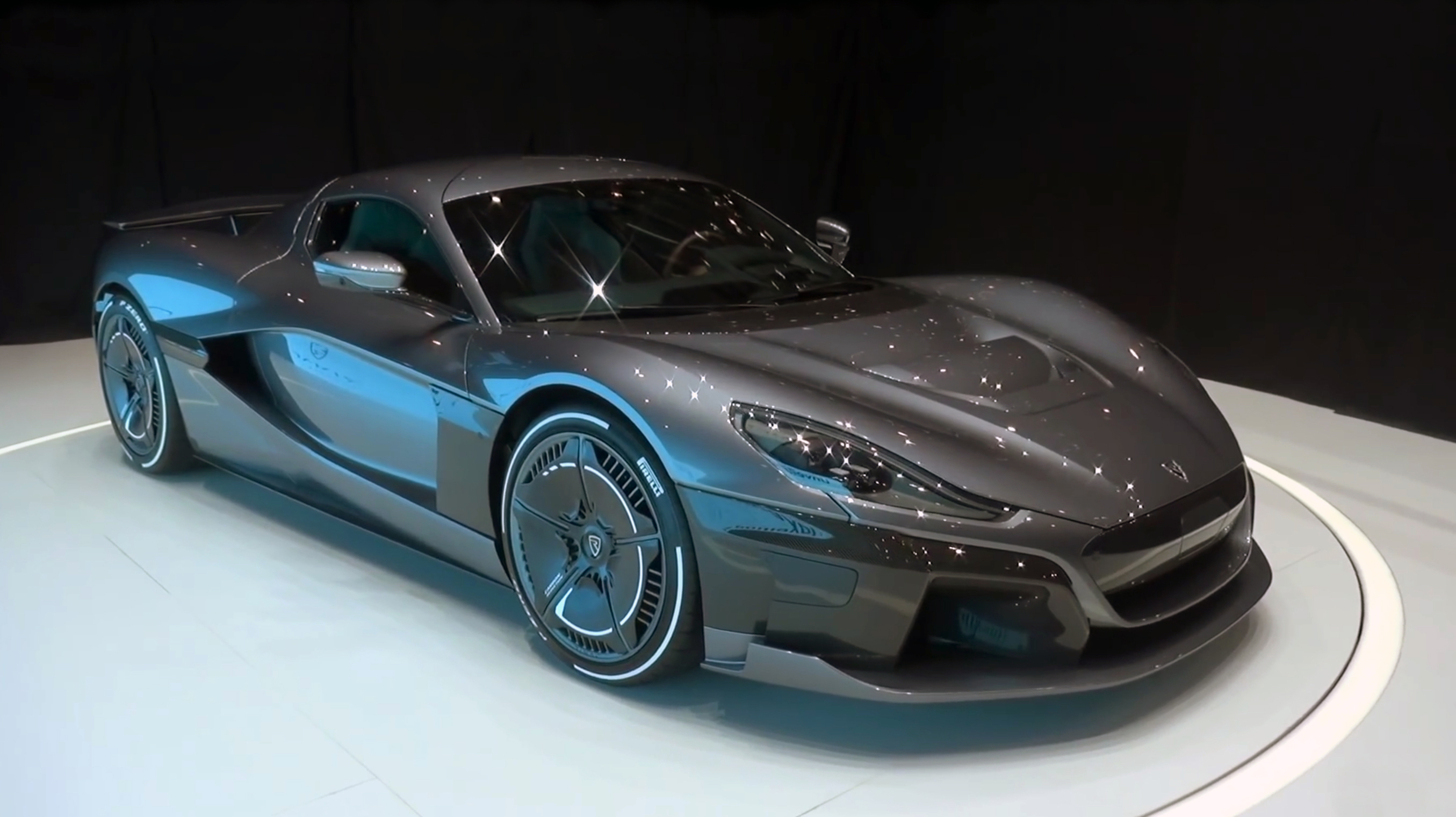
C Two Concept.
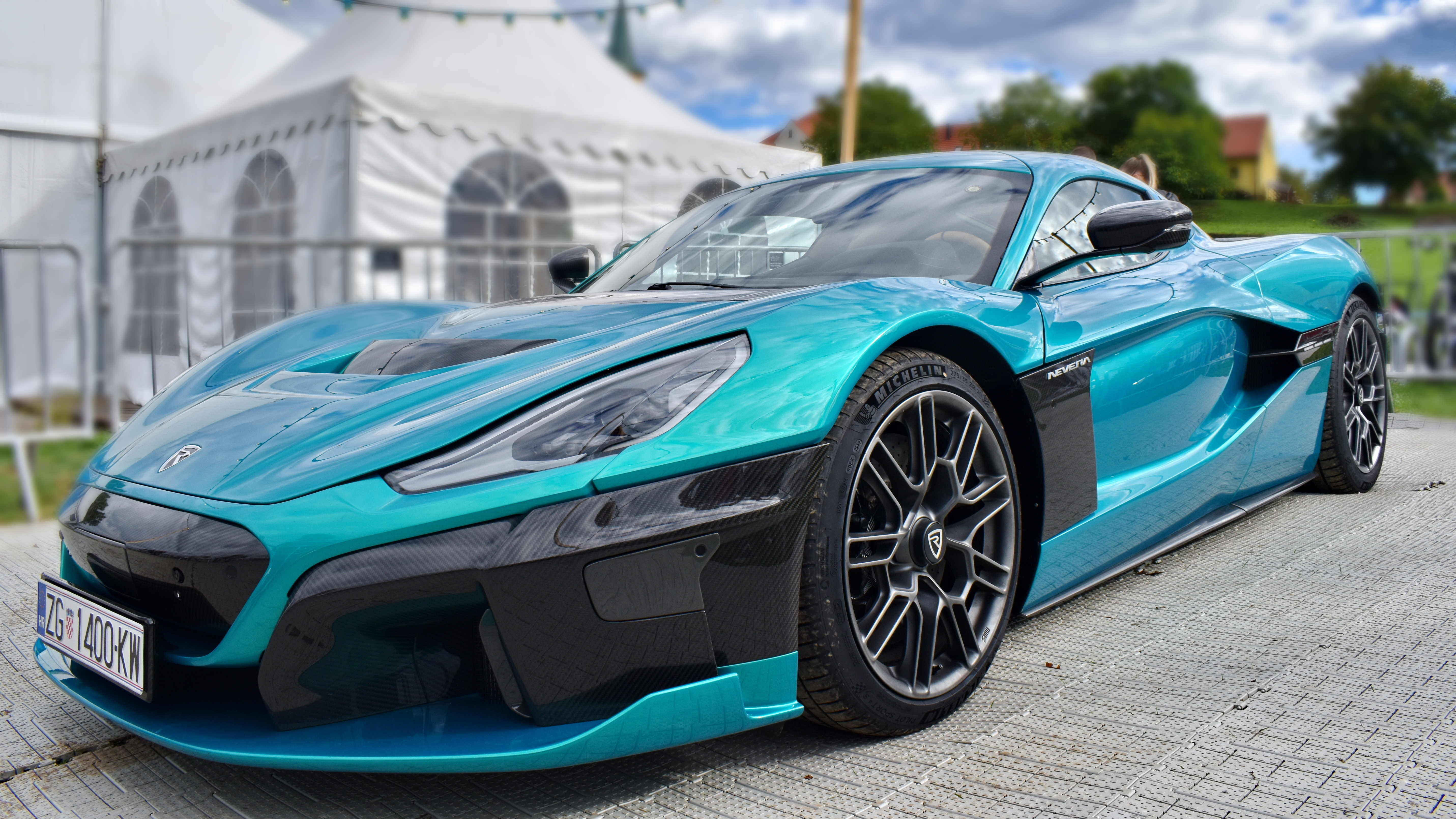
Nevera.
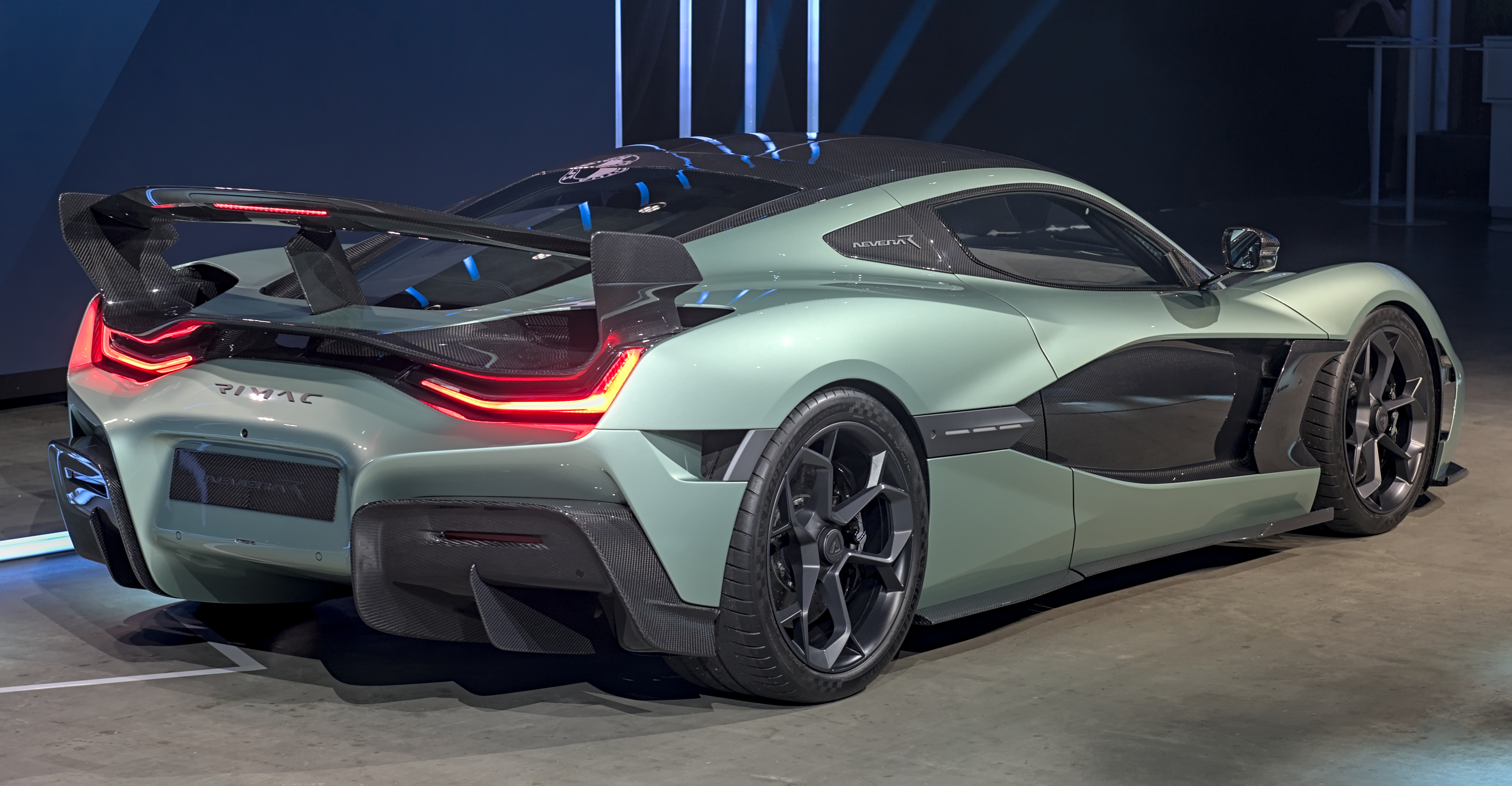
Nevera R.